# (5122) Mucha
(5122) Mucha es un asteroide perteneciente al cinturón de asteroides, descubierto el 3 de enero de 1989 por Antonín Mrkos desde el Observatorio Kleť, České Budějovice, República Checa.

## Designación y nombre
Designado provisionalmente como 1989 AZ1. Fue nombrado Mucha en honor al pintor checo Alfons Mucha, artista gráfico y decorativo, vivió en París y Estados Unidos. Su obra simboliza el pleno florecimiento del estilo Art Nouveau, como se evidencia por sus carteles de Sarah Bernhardt, la ilustración y la joyería.

## Características orbitales
Mucha está situado a una distancia media del Sol de 2,588 ua, pudiendo alejarse hasta 3,107 ua y acercarse hasta 2,069 ua. Su excentricidad es 0,200 y la inclinación orbital 12,75 grados. Emplea 1520,96 días en completar una órbita alrededor del Sol.

## Características físicas
La magnitud absoluta de Mucha es 12,3. Tiene 9 km de diámetro y su albedo se estima en 0,275.